# Schloss Choceň
Das Schloss Choceň (deutsch: Chotzen) in der gleichnamigen Ortschaft Choceň im Okres Ústí nad Orlicí gehört zum Pardubický kraj in Tschechien.

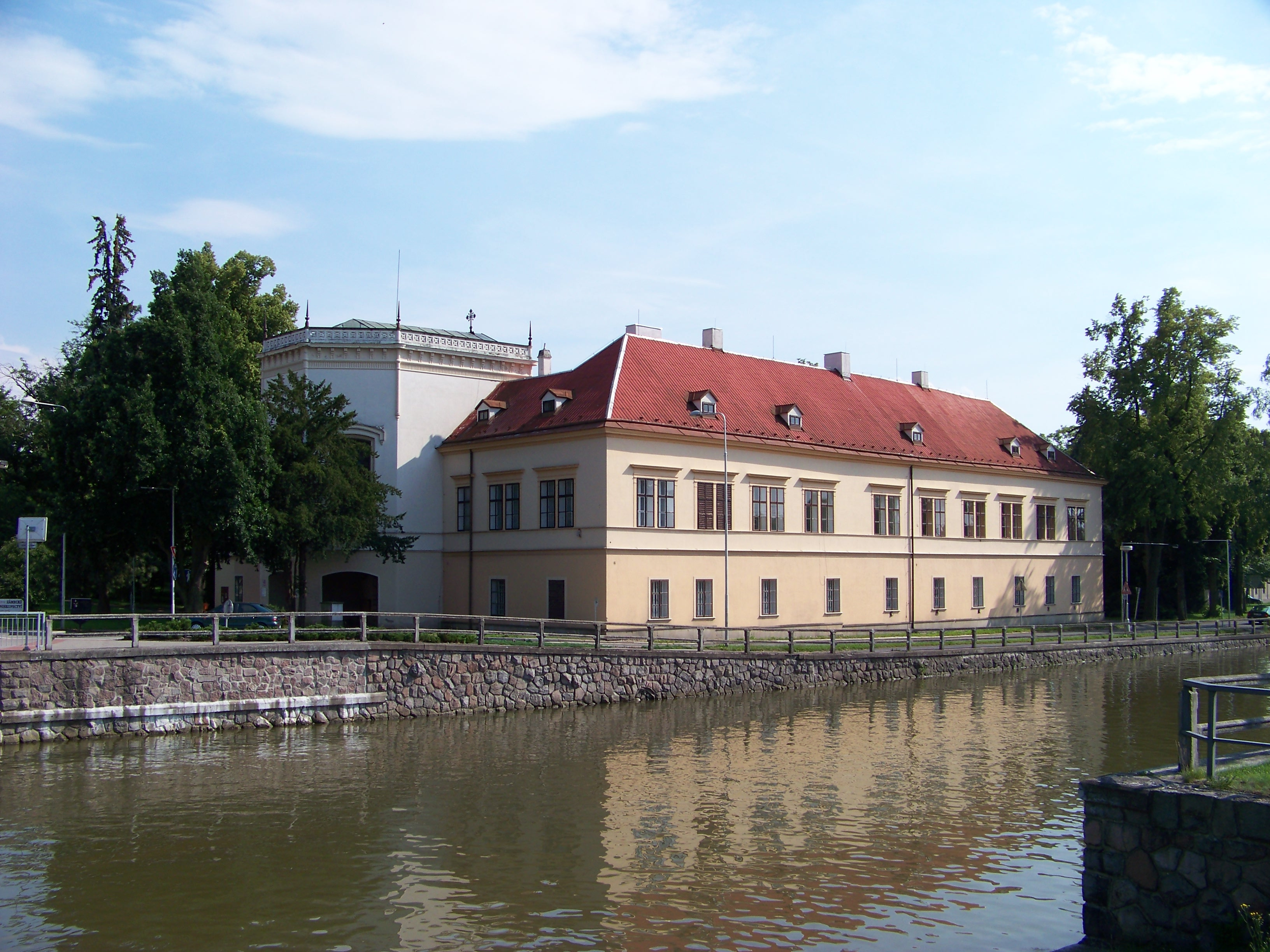
Schloss in Chotzen

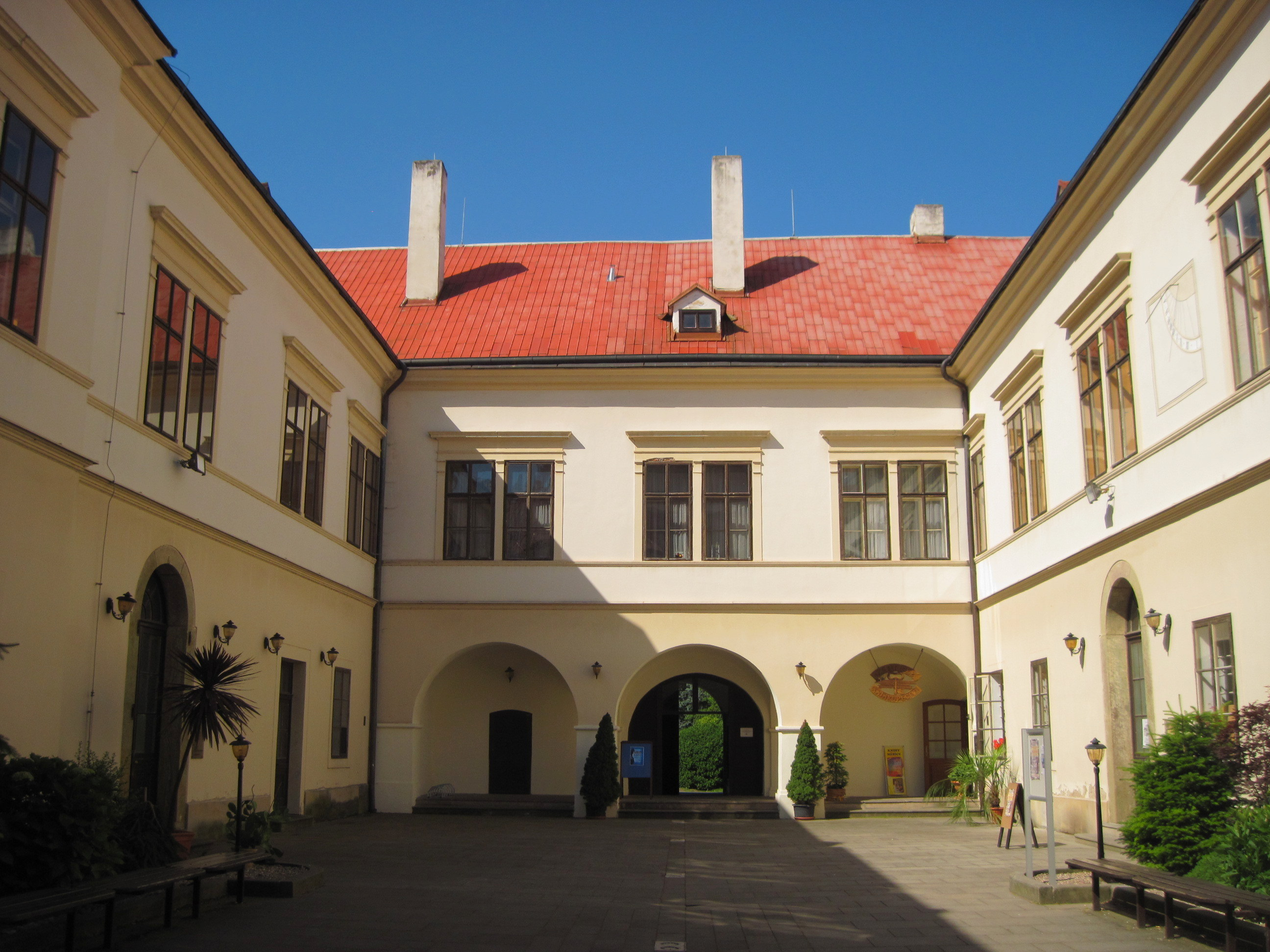
Schlosshof

## Geschichte
Das Schloss Choceň steht vermutlich an der Stelle einer mittelalterlichen Feste, die von dem Raubritter Nikolaus von Pottenstein errichtet worden sein soll und 1339 vom damaligen Markgraf Karl IV. 1339 zerstört wurde.
1562 ließ Sigismund von Schellenberg ein Herrenhaus errichten, das 1574 zu einem vierflügeligen Schloss im Stil der Renaissance erweitert wurde. Unter dem böhmischen Oberstkanzler Wenzel Norbert Oktavian Graf Kinsky wurde das Schloss 1710–1720 im Barockstil umgebaut. Graf Stephan wurde 1746 zum Fürsten erhoben. Nach einem Brand 1829 erneuerte Rudolf Kinsky das Schloss. Wilhelmine von Kinsky veranlasste 1849–1850 den Bau der Schlosskapelle, die im Stil der Neugotik errichtet und dem Fest Mariä Himmelfahrt geweiht wurde. Nach der Aufhebung der Untertänigkeit blieb das Schloss bis zur Enteignung 1945 im Besitz der Fürsten Kinsky.